# Regni romano-barbarici
Il periodo successivo alla deposizione di Romolo Augusto del 476, per convenzione considerata la fine dell'Impero romano d'Occidente, vide l'instaurazione di nuovi regni, detti regni romano-barbarici (oppure romano-germanici o latino-germanici). Essi si erano andati formando nelle ex province romane già a partire dalle invasioni del IV e V secolo. Di fatto autonomi, venivano inquadrati come foederati. Inizialmente anche i nuovi regni successivi alla caduta dell'Impero d'Occidente rimasero spesso formalmente dipendenti dall'Impero romano d'Oriente. I capi barbari erano al contempo reggenti per il monarca di Costantinopoli e sovrani dei loro rispettivi popoli.

## Caratteristiche

Mosaico della cupola del battistero degli Ariani fatto edificare da Teodorico il Grande a Ravenna

I popoli germanici sapevano poco di città, denaro o scrittura ed erano per lo più pagani, sebbene stessero diventando sempre più ariani. L'arianesimo era un ramo del cristianesimo che fu proposto per la prima volta all'inizio del IV secolo dal presbitero alessandrino Ario. Ario proclamò che Cristo non fosse veramente divino, ma un essere creato. La sua premessa fondamentale era l'unicità di Dio, l'unico autoesistente e immutabile; il Figlio, che come figlio non risultava autoesistente, non poteva essere Dio. In alcuni casi la conversione avvenne anteriormente all'invasione e allo stanziamento nelle province romane. I Goti, ad esempio, furono convertiti all'arianesimo dal vescovo e missionario Ulfila nel IV secolo. Anche Vandali e Burgundi si convertirono all'arianesimo, al contrario dei Franchi che si convertirono dal paganesimo al cattolicesimo all'epoca di re Clodoveo (fine V secolo). 
Le divergenze religiose tra i dominatori germanici, spesso di fede ariana, e i sudditi cattolici sfociarono in aperte persecuzioni del clero cattolico nel regno dei Vandali, mentre al contrario Visigoti, Ostrogoti e Burgundi concessero libertà di culto ai loro sudditi, anche se non mancarono contrasti occasionali con la Chiesa di Roma. I Longobardi, inizialmente pagani o ariani, si convertirono gradualmente al cattolicesimo nel VII secolo in un processo avviato da Papa Gregorio I e dalla regina Teodolinda. Anche Visigoti e Burgundi si convertirono al cattolicesimo, i primi nel 589 con re Recaredo I e i secondi nel 516 sotto il regno di Sigismondo. Ciò fu conseguenza dell'assimilazione culturale che subirono le tribù barbariche approfondendo i contatti con le popolazioni provinciali preesistenti. In questi Regni, il Re (di etnia germanica) svolse anche un ruolo di patrono/capo della religione. Nel seguito, pure i Vescovi - prima solo importanti come figure religiose - divennero "comuni" amministratori al servizio reale.
La società dei Germani era organizzata in base a criteri del tutto diversi rispetto alla società romana, fondata sul riconoscimento di un'autorità pubblica, fonte del diritto, e caratterizzata dalla presenza di un apparato burocratico e di un sistema fiscale; soprattutto i popoli germanici erano popoli non stanziali, in cui il nomadismo era correlato con la ricerca di maggiori risorse, e in particolare erano popoli guerrieri, alla ricerca di comunità e villaggi da depredare.
Si comprende allora la semplicità di un ordinamento sostanzialmente "primitivo" fondato prevalentemente da norme consuetudinarie, che riflette l'assenza di un potere definito cui rispondono i membri della comunità, con una commistione continua tra sfera pubblica e privata. Avevano un ruolo decisivo i rapporti di tipo personale, o parentale, che determinavano la coesistenza di diversi momenti aggregativi della società. Ad esempio, la Sippe, che rappresenta una unità parentale, aggregato di famiglie legate da vincoli di sangue che provvedeva alla difesa e al sostentamento comune, coesisteva con un'altra forma di legame, il comitatus, un seguito di armati che circondava un guerriero più valoroso: questi offriva parte del bottino delle scorrerie, in cambio di fedeltà e aiuto in battaglia. Tale vincolo di fedeltà era forte per lo più in tempo di guerra, ma anche nei periodi di pace doveva restare ben saldo. Inoltre questi gruppi erano sostanzialmente organizzati su linee "orizzontali", cioè tra pari, non subordinati da relazioni di tipo gerarchico.
Inoltre, i processi di ricomposizione tra due membri della comunità, in seguito ai reati, ovvero alla violazione delle norme vigenti, non avvenivano attraverso il ruolo attivo di un'autorità pubblica che garantiva essa stessa la giustizia, bensì una corte appositamente costituita (mallus) e presieduta da un'assemblea di liberi, la quale vigilava sul corretto svolgimento della ricomposizione. Questa, pertanto, si svolgeva in modo privato ovvero il processo aveva uno scopo esclusivamente dichiarativo. Le più diffuse forme di giustizia erano la faida, la vendetta privata, per cui si aveva il diritto di infliggere lo stesso torto subito, e il guidrigildo, ovvero la ricomposizione tramite una somma di denaro.
La struttura fondamentale della società germanica, nonostante le varie forme associative, era comunque di tipo militare, nel senso che si trattava di un "popolo-esercito" perennemente organizzato in funzione della guerra: i capi militari guidavano ciascuno un numero variabile di uomini liberi in battaglia, mentre in pace assicuravano la protezione di tale comunità, e presiedevano la corte di giustizia che rispondeva alla comunità che a lui faceva capo: questi erano, pertanto, detentori del "banno", il diritto di giudicare e di punire. I conti erano i più importanti tra i capi militari, ma erano presenti anche capi alla guida di contingenti più ridotti, come i millenari, centenari o decenari. Il re, naturalmente, rappresentava il capo militare più importante dell'intero popolo e aveva un ruolo non diverso dagli altri capi militari, ma era più attivo soprattutto quando guidava l'esercito alla conquista di nuove terre. La corte popolare che egli presiedeva, ovvero l'assemblea dei liberi, era la più importante poiché ciascun libero, pur dipendente da un altro capo militare, poteva appellarsi a essa; inoltre esercitava il potere legislativo. Tali cariche militari erano generalmente elettive, ed erano scelte dall'assemblea dei liberi che in origine accoglieva tutti i membri della comunità del popolo ovvero delle singole comunità se era convocata da capi minori: in seguito, però, iniziò a essere preclusa ai liberi di minor rango sociale, considerando che il possesso della terra, generava elementi più importanti economicamente.
La cultura germanica non riuscì né sentì il bisogno di eliminare quella romana e ogni popolo contribuì con le proprie caratteristiche migliori nel dare vita ai regni romano-barbarici. Mentre i popoli di Francia, Italia, Spagna e Portogallo continuavano a parlare i dialetti del latino che oggi costituiscono le lingue romanze, la lingua del popolo romano dell'attuale Inghilterra scomparve, lasciando appena qualche traccia, nei territori insediati dagli Anglosassoni. Sono numerosissimi gli esempi di vocaboli di origine germanica che, già prima dell'anno Mille, entrarono nelle lingue romanze, come nel caso dell'italiano, quasi tutti inerenti all'arte bellica: agguato, guardia, guerra, schiera, spia, trappola, zuffa, eccetera.

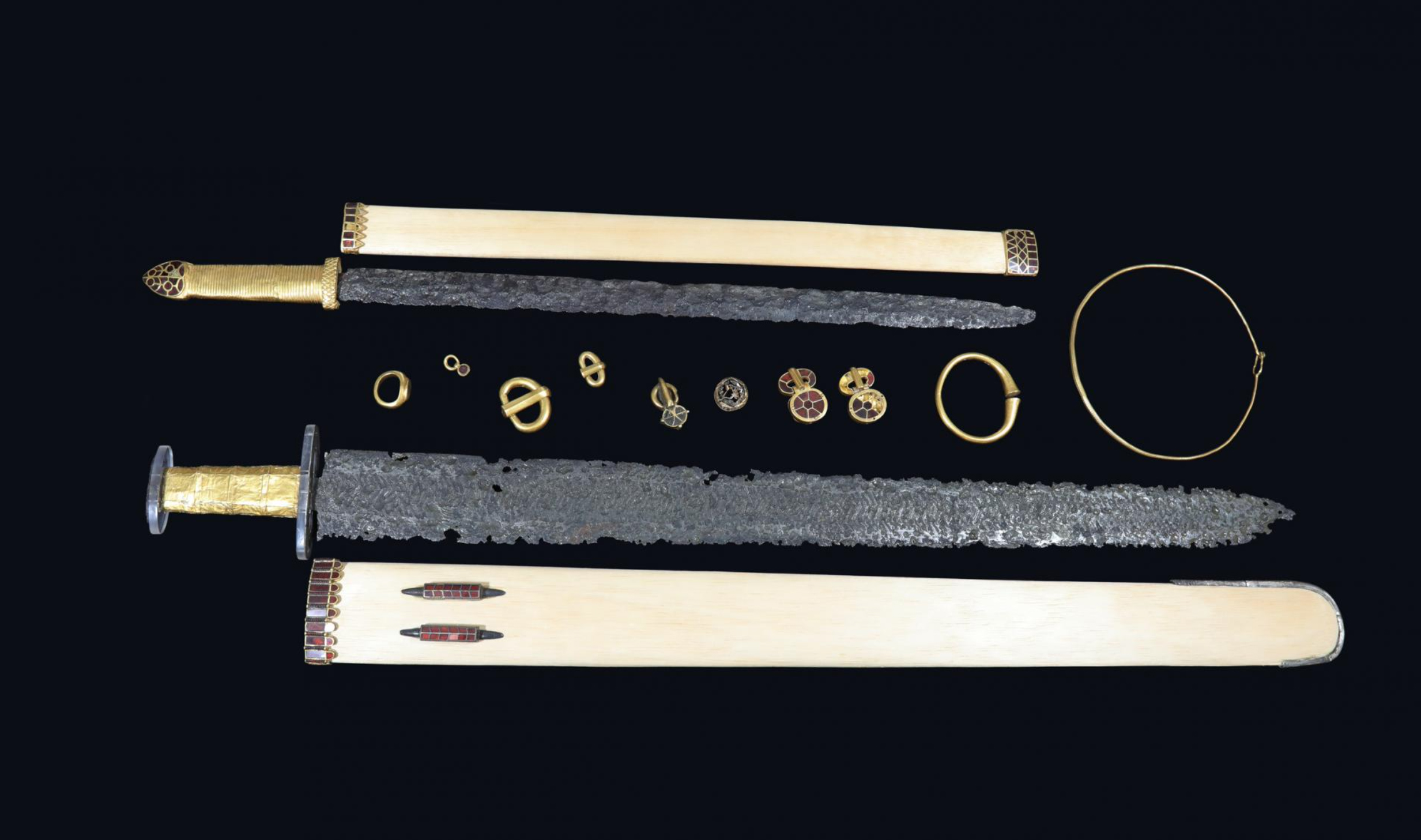
Tesoro funerario in una tomba visigota a Pouan e conservato presso il museo Saint-Loup di Troyes

A seguito della penetrazione dei popoli germanici nelle regioni occidentali dell'impero si formarono delle unità politiche particolari che contribuirono alla definitiva divisione dell'Europa e all'incontro tra la civiltà classica, mediterranea, e il mondo nordico e germanico. I primi regni romano-barbarici si caratterizzarono per una limitata presenza nello Stato di caratteristiche germaniche e per un riconoscimento formale dell'autorità del re da parte di Bisanzio, che conferiva una parvenza di legittimità allo stanziamento. I Visigoti, insediati inizialmente in Aquitania in base al trattato del 418, giunsero a controllare anche la Penisola iberica, ma, sconfitti dai Franchi nel 507, abbandonarono il Midi francese, per formare il Regno visigoto di Toledo, che ebbe fine nel 711 con l'invasione araba. Il regno dei Burgundi venne cancellato dai Franchi nel 534 con la vittoria di Autun, mentre i Vandali stanziatisi nel Nordafrica vennero sconfitti da Bisanzio nel 535. Il regno degli Ostrogoti di Teodorico ebbe inizio nel 493, con la sconfitta degli Eruli di Odoacre, con l'approvazione dell'imperatore Zenone. A seguito dell'uccisione della figlia di Teodorico, Amalasunta, da parte del cugino Teodato, Giustiniano I trovò il pretesto per iniziare una guerra di conquista (la cosiddetta guerra greco-gotica) che vide, tra alterne vicende, la conquista della penisola italiana nel 535-555 da parte di Bisanzio.
La caratteristica principale di questi regni consisteva principalmente nella permanenza delle istituzioni e delle cariche romane, che continuavano a operare per le popolazioni conquistate e che, pertanto, assicuravano una certa continuità con l'ordinamento tradizionale; d'altra parte, i Germani continuavano a essere organizzati secondo la loro organizzazione dell'esercito popolo in cui i capi militari guidavano singole comunità, così come i romani rispondevano alle proprie cariche e istituzioni. La giustizia era così regolata in base alla personalità del diritto, ovvero alla scelta dell'ordinamento giuridico in base all'appartenenza etnica: i Germani ad esempio, continuavano a utilizzare la varie forme di giustizia, la faida, l'ordalia. Numerosi erano i codici che regolavano le consuetudini romane e germaniche: l'Edictum Theodorici (del re visigoto Teodorico II 453-466), il Codex euricianus (del visigoto Eurico, 470 circa), la Lex Romana Visigothorum (506), la Lex Romana Burgundionum (501-515), eccetera. Il re aveva una duplice funzione: da una parte era responsabile delle cariche romane, dall'altra continuava a esercitare le funzioni di guida dell'esercito, mantenendo, soprattutto, la sua carica militare tradizionale. In base all'hospitalitas, i Foederati Barbari ricevettero un terzo o i due terzi delle terre della regione di insediamento; secondo un'interpretazione alternativa dei codici romano-barbarici, che secondo Heather «forza la lettera del testo in maniera inaccettabile», ai Barbari sarebbe stato assegnato non un terzo o i due terzi delle terre ma un terzo o i due terzi delle entrate fiscali nella regione di insediamento.
Con l'inizio del Medioevo cominciò un inevitabile confronto tra l'antica e raffinata cultura romana e quella più rozza, ma allo stesso tempo più energica, dei Germani. Poiché nei nuovi regni i Romani più colti furono impiegati nell'amministrazione della legge, dell'economia e come insegnanti, le usanze germaniche si imposero in modo particolare nel campo bellico e nelle abitudini quotidiane, mentre lingua e giurisdizione rimasero tendenzialmente su base latina. Dai Germani abbiamo importato molte delle pratiche e dei metodi che oggi sono diffusi in tutta l'Europa, nonché nei territori d'oltreoceano conquistati. Essi erano più allevatori che agricoltori e mangiavano prevalentemente carne, che prevalse sulla tradizione del pesce; non consumavano i pasti comodamente sdraiati su triclini, ma sedevano a tavola su comuni sgabelli. Erano i migliori fabbri dell'Occidente e i loro spadoni lunghi e pesanti presero il posto delle lance e delle spade corte. Ciò nonostante, non sapevano usare pietra e mattoni - mentre l'abilità dei costruttori romani era proverbiale - e non avevano un apparato statale. Essendo analfabeti difettavano di leggi scritte, e quelle tramandate oralmente erano poche e imprecise. Romani e barbari non erano però completamente differenti, ma avevano alcune usanze comuni, di poca importanza e slegate tra di loro: l'amore per i gioielli, per esempio, o l'assenza di sella e staffa per cavalcare.
Nonostante il ruolo distruttivo che spesso i popoli invasori svolsero sulle terre invase soprattutto nel momento iniziale della conquista, alcune fonti polemiche (ad esempio il De gubernatione Dei di Salviano di Marsiglia) sostengono che le popolazioni provinciali preferissero i nuovi dominatori germanici al rapace fiscalismo del governo romano, tanto da indurre parte della popolazione a fuggire dal territorio imperiale per trasferirsi nei territori controllati dai barbari. Secondo il Jones, comunque, anche sotto i dominatori germanici gli abusi tipici dell'amministrazione tardo-imperiale continuarono a essere perpetrati, e ad essi si aggiunsero le violenze commesse dalle truppe germaniche ai danni delle popolazioni provinciali, benché fossero condannate dallo stesso sovrano (ad esempio nel caso di Teodorico il Grande). I Barbari mantennero buoni rapporti con le élite provinciali romane, servendosene per reggere il nuovo Stato, e non apportarono cambiamenti di grande rilievo nell'amministrazione civile, che fu affidata ai Romani. Nella maggior parte dei regni romano-barbarici le province non vennero abolite, in altri (quello burgundo e quello dei Franchi) invece la più grande unità amministrativa divenne la città. Il regno ostrogoto fu però il regno romano-barbarico che apportò il numero minore di cambiamenti rispetto alla situazione preesistente, mantenendo le diocesi e la prefettura del pretorio e conservando il diritto, un tempo prerogativa dell'imperatore d'Occidente, di nominare ogni anno il console occidentale. Le leggi dei regni romano-barbarici attestano che, in base alla cosiddetta hospitalitas, i barbari presero possesso di un terzo o dei due terzi delle terre sottraendole ai proprietari terrieri romani.
Quasi tutti i nuovi regni furono a loro volta vulnerabili e in qualche caso anche molto piccoli. Alcuni, come quello dei Burgundi nel bacino del Rodano e degli Svevi (Suebi) nella parte nord-occidentale della penisola iberica, vennero assimilati dai vicini; altri, come quelli dei Vandali o degli Ostrogoti, crollarono sotto l'offensiva di Costantinopoli, che tentò di ricostruire l'unità dell'impero. Quelli dei Visigoti in Spagna e dei Franchi nelle ex province galliche invece sopravvissero per un tempo maggiore, sia per la rapida integrazione tra le popolazioni dei residenti e gli invasori, sia per la collaborazione con la Chiesa e con esponenti del mondo intellettuale latino. Il regno visigoto cadde all'inizio dell'VIII secolo, conquistato dagli Arabi, mentre il regno dei Franchi si trasformò nell'Impero carolingio.

## I Regni romano-germanici nelle varie regioni europee

### Britannia

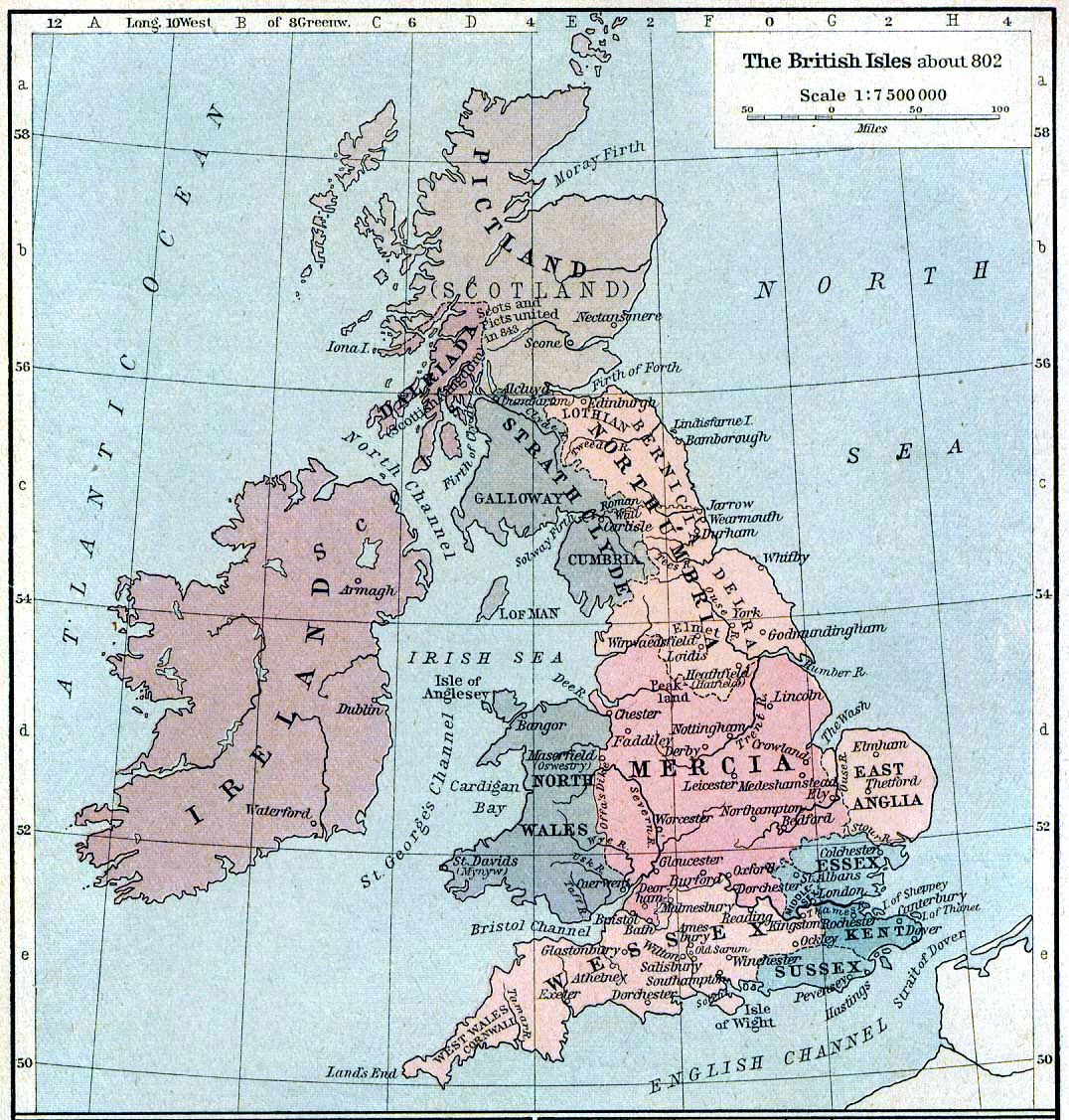
Le isole britanniche ai tempi dell'eptarchia

Nel 407 le truppe romane avevano abbandonato l'isola a se stessa. Tuttavia fu solo alla metà del secolo che Juti, Sassoni e Angli, provenienti dalla Germania e dalle coste danesi, occuparono la maggior parte dell'isola, mentre una parte dei Britanni che abitavano il sud-ovest dell'isola, per sottrarsi al loro dominio, attraversarono la Manica e si stabilirono nell'Armorica (l'attuale Bretagna). L'amministrazione romana scomparve definitivamente. Nacquero così i sette regni anglosassoni in Inghilterra dell'Eptarchia: tre regni di fondazione sassone (Essex, Sussex, Wessex) sulla costa meridionale, tre di fondazione angla (Mercia, Anglia orientale e Northumbria) nel centro-nord, uno di fondazione juta (Kent), anche se forse inizialmente il loro numero fu più elevato.
La Britannia fu invasa nel V secolo e cristianizzata tra il V e il VI secolo. I celti irlandesi vennero evangelizzati da san Patrizio e organizzati in comunità monastiche dall'esperienza religiosa molto intensa. L'abate corrispondeva al capovillaggio e, seguendo probabilmente una tradizione molto più antica, i monaci si imbarcavano a volte su piccole imbarcazioni coperte di cuoio per raggiungere le "Isole Felici" o "Fortunate", territori che nella cultura pagana corrispondevano alle sedi degli antenati. Arrivati sicuramente alle lontane Isole Ebridi, alcuni ipotizzano che i monaci-navigatori potessero essere arrivati fino al continente americano, come sembra avvalorare il resoconto della Navigatio sancti Brendani. Questa opera faceva parte delle narrazioni che ci hanno tramandato queste traversate, gli immrama, trascrizioni in gaelico di racconti orali più antichi. Dal punto di vista culturale il monachesimo irlandese ebbe una portata straordinaria, soprattutto nella conservazione e copia dei manoscritti antichi. Basti pensare che l'Irlanda, nemmeno colonizzata dai romani, era in Europa occidentale uno dei rarissimi luoghi dove si conoscesse ancora il greco, assieme alle aree di confine (Dalmazia, Veneto) e alle colonie greche di Roma o del sud Italia.
In Irlanda le tribù celtiche avevano ciascuna un proprio re. Periodicamente i capitribù si riunivano sulla collina-santuario di Tara, dove eleggevano un simbolico "re supremo", con un potere più che altro sacrale.
Da un punto di vista politico la situazione dei regni anglo-sassoni ci è nota solo a grandi linee. In Britannia il nord (Scozia), l'ovest (Galles) e sud-ovest (Cornovaglia) erano occupati dai celti. Nel VI secolo i gallesi furono cristianizzati. I regni germanici erano spesso in conflitto tra loro, soggetti a guerre, scissioni e accorpamenti. Una situazione di maggior stallo si determinò nel VII-VIII secolo, quando emerse una situazione poi chiamata eptarchia cioè dei sette regni: tre angli a est (Northumbria, Mercia, Anglia orientale) e quattro sassoni (Wessex, Sussex, Essex e Kent). Dopo un breve prevalere del Kent prevalse la Northumbria, poi, nel VII secolo, la Mercia. Nel VII secolo il prestigio dell'abbazia di Iona faceva propendere per l'egemonia sulle isole britanniche della Chiesa d'Irlanda, diversa da quella di Roma per varie caratteristiche liturgiche, disciplinari e culturali.
Fu Gregorio I ad inviare in quella che già si poteva chiamare "Gran Bretagna" (la Bretagna francese era ormai un'entità) monaci benedettini che riavvicinassero il cristianesimo irlandese a quello romano. Il più famoso di questi monaci fu Agostino, che organizzò le diocesi tra angli e juti diventandone primate e insediandosi a Canterbury. Col sinodo di Whitby (663) la chiesa britannica completò il processo di fondazione e sottomissione a quella di Roma, organizzandosi gerarchicamente attorno all'arcivescovo di Canterbury. La grande stagione culturale dell'epoca culminò con la figura di Beda il Venerabile. Il monastero di Hereford, fondato nel 680 sul fiume Wye era l'avamposto del cristianesimo romano sulla Cornovaglia e in un certo senso sul mondo celtico-irlandese.

### Penisola iberica

#### I Visigoti
I Visigoti, cacciati dai Franchi in Spagna, assorbirono il regno nord-orientale dei Suebi e poi dei Vandali, costringendo questi ultimi a migrare verso l'Africa creando un nuovo regno più esteso, dove ricercarono la convivenza con la Chiesa locale e con l'elemento romano della popolazione. Con la conquista del regno dei Suebi nel 585, re Leovigildo allargò i confini e scelse come capitale Toledo. In questo contesto visse e operò il grande intellettuale dell'alto Medioevo Isidoro di Siviglia.
Alla fine del VI secolo i Visigoti si convertirono dall'arianesimo al credo niceno, suggellato dal battesimo di re Recaredo I. Un terzo importante legislatore fu re Reccesvindo, che nel 654 circa promulgò un codice unico per latini e visigoti, la Lex visigothorum. Il fiorente regno visigoto venne travolto nell'VIII secolo dai musulmani, ma la sua eredità rimase viva nel nord del paese, dal quale sarebbe partita la Reconquista cristiana. Furono sconfitti in parte prima da Giustiniano I, poi nel 711 dal berbero Tariq.

#### Gli Svevi
Il regno suebo fu il primo regno a separarsi dall'Impero romano e a battere propria moneta. Situato in Galizia e in Lusitania settentrionale, venne creato nel 410 e scomparve nel 585, dopo un secolo di lento declino. Fu meno esteso del regno ostrogoto d'Italia o di quello visigoto della Spagna romana, e non acquisì mai una forte rilevanza politica. Dopo che il regno venne conquistato dai Visigoti nel 585, Braulione di Saragozza descrisse la regione come "l'estremo occidente di uno stato illetterato dove non si sente altro che venti tempestosi".

### Gallia
Molte delle popolazioni germaniche che si erano riversate sulla Gallia a partire dagli inizi del secolo (406-409), si spostarono quindi verso altre regioni (Vandali, Alani e Suebi), mentre i Visigoti, i Burgundi e i Franchi crearono regni, che allargarono progressivamente il proprio territorio a spese delle terre dell'Impero romano, fino all'unificazione di gran parte del territorio della Gallia sotto il re dei Franchi Clodoveo I.

#### I Franchi

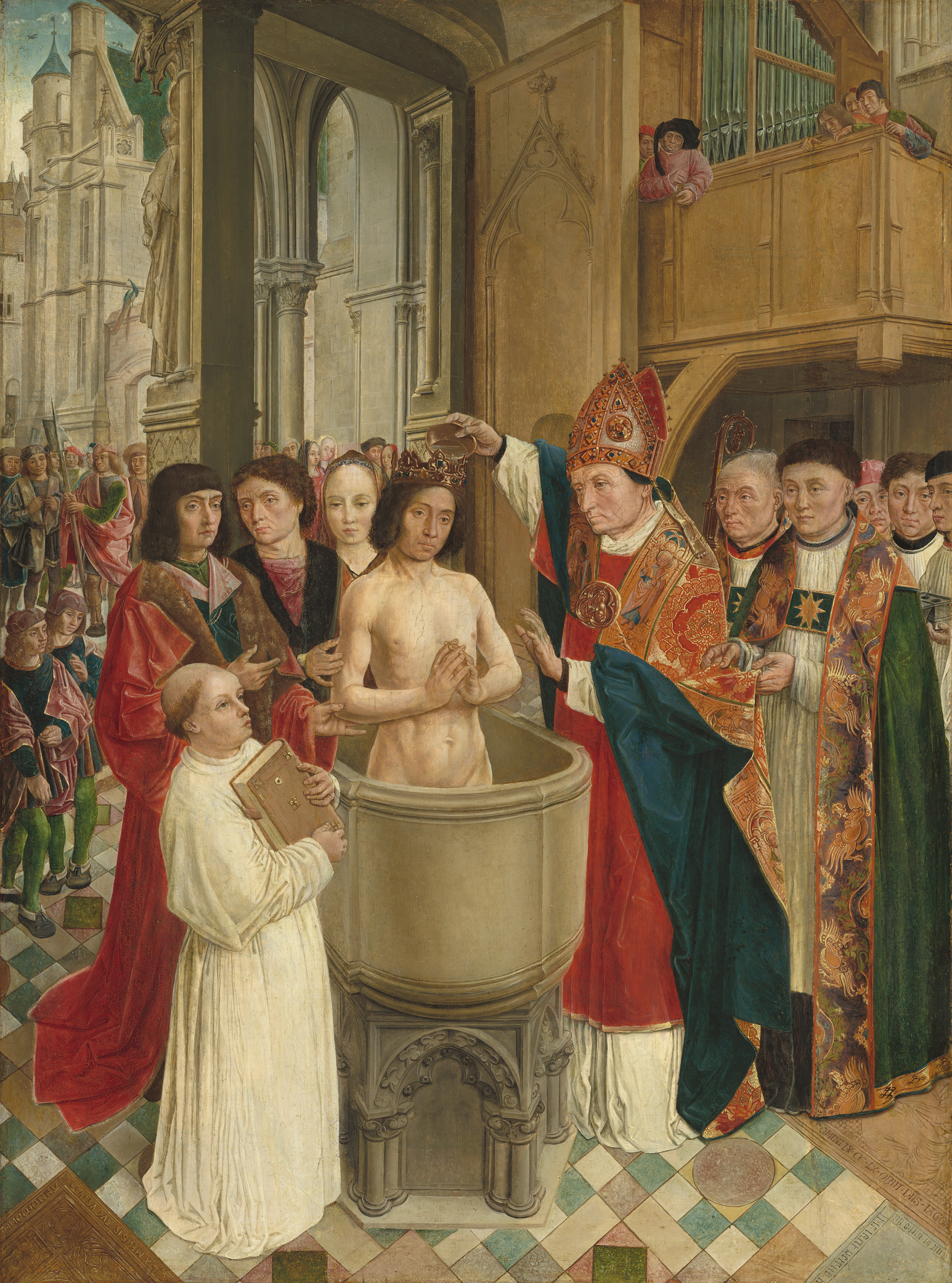
Battesimo di Clodoveo, Maestro Saint Gilles (1500 circa), National Gallery of Art

I Franchi erano un gruppo etnico che comprendeva una lega di tribù di varie etnie (Sigambri, Bructeri, Catti, Cherusci, Salii, Camavi...) che, dopo essersi distinti in numerose scorrerie, soprattutto tra il 274 e il 275, furono fatti stanziare come prigionieri nelle aree spopolate dell'Impero da Diocleziano, quali contadini e all'occorrenza soldati (notevoli erano le capacità militari di questo popolo), soprattutto nell'area della Gallia settentrionale. Già nel IV secolo si conoscono Franchi che fecero carriera nell'esercito romano arrivando anche a cariche di rilievo.
Nel V secolo i Franchi si erano stabilizzati nella Gallia centrale come foederati, incaricati di difendere la frontiera del Reno contro Alani, Svevi e Vandali. Probabilmente non tutte le tribù seguivano univocamente le decisioni generali, per cui nel 440 circa l'esercito imperiale si scontrò, vincendo, contro alcune fazioni presso Vicus Helena (probabilmente l'odierna Arras). Tale scontro ebbe come conseguenza la formazione di un'enclave franca attorno a Tournai, mentre altri piccoli regni si andavano creando attorno a Treviri. Alcuni Franchi parteciparono come alleati dei Romani contro Attila nella battaglia dei Campi Catalaunici del 451.
Con il disfacimento dell'impero d'Occidente i Franchi si stanziarono con maggiore libertà oltre il Reno, creando due regni principali: i Franchi dell'ovest, i Salii, nella valle della Schelda tra Cambrai, Arras, Tournus e Tongeren, e i Franchi dell'est, i Ripuari, da "ripa" (del Reno), nella Mosella, presso Treviri, Magonza, Colonia e Metz.
I Salii di re Clodoveo batterono Siagrio, semiribelle all'Impero, nel 486 presso Soissons. Quest'ultimo, fuggito, venne riconsegnato ai franchi dai Visigoti di Alarico II della Gallia del Sud e quindi giustiziato. In quel caso i Franchi, una delle popolazioni germaniche meno latinizzate, si fecero paradossalmente fautori della legalità imperiale, rendendo anche sudditanza formale a Zenone di Costantinopoli.
La dinastia regale dei Franchi ebbe origine dai Salii (si parla infatti di stirpe salica) gravitanti attorno a Tournai. Dal semileggendario Meroveo (secondo la tradizione germanico-pagana di discendenza divina) era nato Childerico I, da cui nacque nel 454 Clodoveo, vero fondatore di quella che si chiamò poi dinastia dei merovingi. Salito al potere nel 481, egli coalizzò le tribù dei Franchi e iniziò una politica di espansione a spese di Alemanni, Turingi, Burgundi (con i quali stese un'alleanza) e Visigoti (della Gallia del Sud, dove furono stanziati fino al 507, quando furono costretti a varcare i Pirenei), occupando anche l'ultima enclave romana (Regno di Soissons) di Siagrio, nella valle della Senna.
Clodoveo scelse come capitale Lutetia, poi chiamata Parigi, a conclusione del processo di conquista culminato verso il 490. L'espansione dei Franchi, che possedevano ormai quasi tutta la Gallia, attirò l'attenzione di Teodorico, che cercò di aiutare i Visigoti inviando loro delle truppe, sia dell'imperatore Anastasio che invece cercò di allearsi con Clodoveo per ridimensionare i Goti e ottenerne la sottomissione formale. L'offerta di Anastasio da una parte avrebbe potuto legittimare le conquiste agli occhi dei sudditi romani; dall'altra avrebbe messo i Franchi in lotta contro i popoli germanici ben più vicini geograficamente e culturalmente. Inoltre il regno franco era l'ultimo ancora pagano in Europa.
Re Clodoveo fece allora una scelta singolare, cioè quella di convertirsi, imponendo il battesimo al proprio popolo, non secondo la fede ariana, predominante nei popoli germanici, ma secondo il credo niceno accettando di sottomettersi solo e soltanto al vescovo di Roma. La scelta ebbe una portata storica molto forte, in quanto i Franchi furono di fatto il primo popolo che accettò il primato del vescovo di Roma. Le ragioni di tale scelta possono essere individuate nella volontà di Clodoveo di legittimarsi direttamente da Roma (e dall'Impero delle origini quindi), non da Costantinopoli, e di ribadire la propria identità nazionale con una scelta diversa da quella degli altri popoli germanici. Accantonata la liturgia già in uso dai vescovi gallo-romani, Clodoveo fece applicare la liturgia e la disciplina del vescovo dell'Urbe, il suo popolo "figlio primogenito della Chiesa romana". Dall'altra parte la conversione presentò anche alcuni rischi per la casa regnante, perché avrebbe potuto scontentare i suoi maggiori fedeli di cultura pagana e toglieva alla sua dinastia l'aura sacrale derivata dalle leggende. Nella pratica comunque l'accettazione del cristianesimo non va vista come assoluta, poiché quelle popolazioni spesso avevano credenze religiose sincretiche e sicuramente convissero con i vecchi costumi religiosi e militari tradizionali.
L'Historia Francorum di Gregorio di Tours data la conversione di Clodoveo al natale del 496, respinta ormai da molti storici che la collocano al 506, alla vigilia del conflitto con gli ariani Visigoti. I principali artefici della conversione regale, sempre secondo Gregorio, furono la burgunda regina Clotilde e Remigio, vescovo di Reims. Dopo la conversione Clodoveo chiese ad Anastasio la dignità consolare, che ottenne ("proconsole") con le insegne relative.
Il regno di Clodoveo si frammentò tra gli eredi, secondo le usanze del tempo che consideravano le conquiste territoriali alla stregua del patrimonio personale di beni mobili.

#### I Visigoti

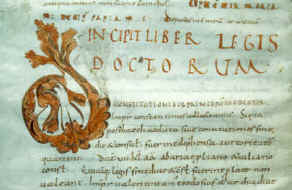
Manoscritto del Breviario di Alarico conservato alla Università di Auvergne (Clermont I), Francia, X secolo

Durante il periodo del dominio visigoto nella Gallia meridionale, con capitale Tolosa, i sovrani si distinsero per la loro attenzione alla legislazione, che venne messa per iscritto: Eurico promosse il più antico codice di leggi germaniche, il Codex euricianus (470 circa), mentre Alarico II fece fare un compendio del diritto romano teodosiano per la popolazione latina chiamata Lex Romana Visigothorum o Breviarium alaricianum (506).
Sconfitti dai Franchi di Clodoveo nel 507 (battaglia di Vuoillé presso Poitiers), furono costretti a ritirarsi in Spagna, oltre i Pirenei, dove svilupparono un regno ispirato ai modelli romani (la popolazione autoctona, rispetto ai Visigoti, era sicuramente in maggioranza), con leggi scritte e una ricca cultura.

#### I Burgundi
I Burgundi nella prima metà del V secolo si erano stabiliti con lo status di foederati tra Meno e Reno. Il loro regno di Gundicaro venne distrutto verso il 436 dagli Unni, allora arruolati da Ezio, e una traccia dell'avvenimento si trova probabilmente nel Nibelungenlied, celebre saga del XII secolo che metteva per iscritto una lunga tradizione orale, dove re Gunther e la sua stirpe sono eliminati da Attila, re degli unni, come vendetta per aver fatto uccidere l'eroe Sigfrido.
Ezio permise poi ai Burgundi di stanziarsi tra la Saona e il Rodano, in quella che da essi prenderà il nome di Borgogna, per difendere i passi alpini. Il loro regno resse fino al 532 quando vennero travolti dai Franchi.

### Italia
In Italia si costituirono quattro regni latino-germanici: prima quello dei Vandali che comprendeva la Sicilia con capoluogo Lilibeo, l'attuale Marsala (440- 493) e la Sardegna; queste due isole entrarono a far parte del regno d'Africa. Successivamente il regno di Odoacre, il regno degli Ostrogoti (493-553), poi quello dei Longobardi (568-774).

#### Gli Ostrogoti

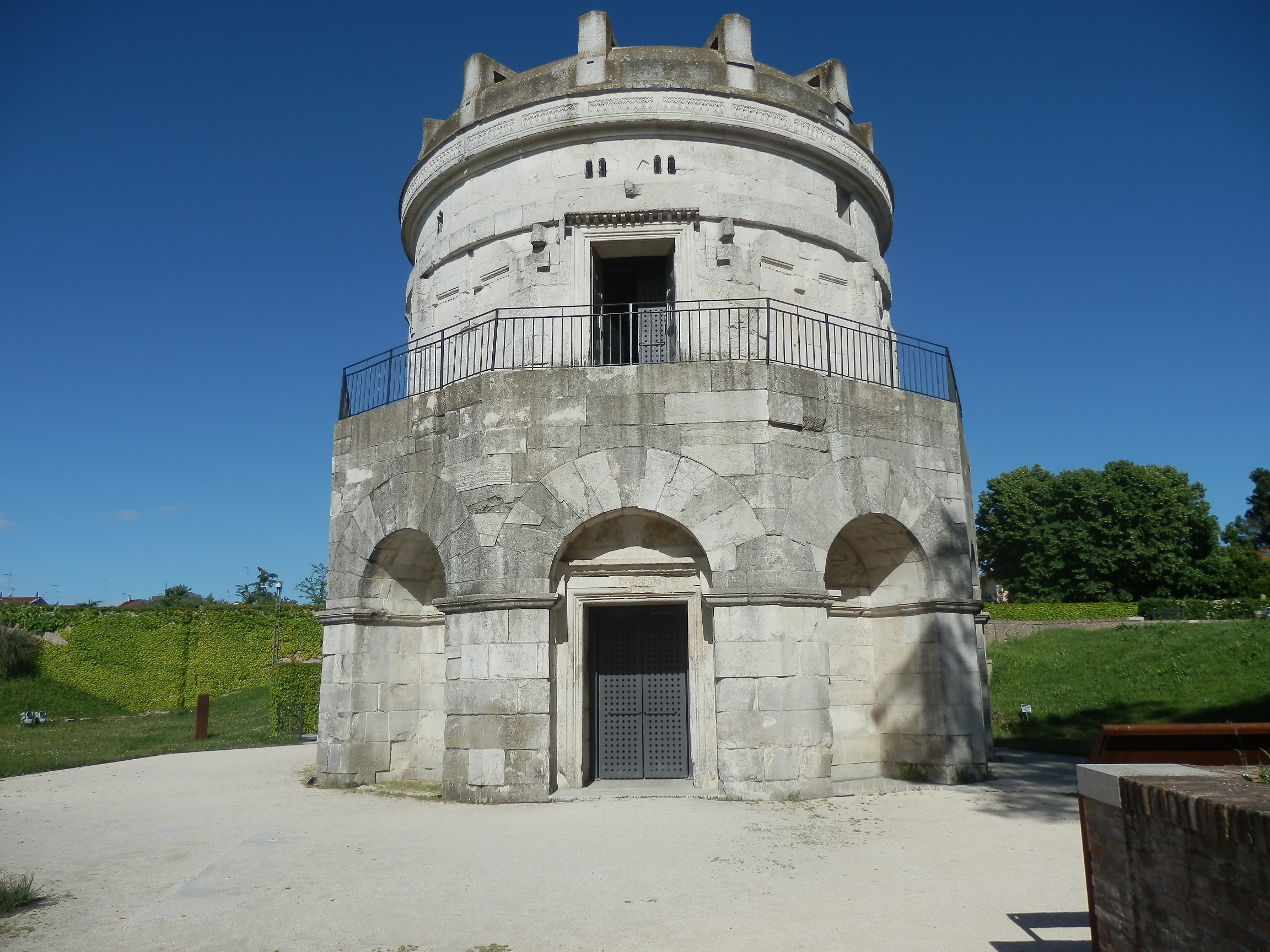
Il Mausoleo di Teodorico a Ravenna

I Goti, provenienti dalla Germania settentrionale o dalla Scandinavia, erano una confederazione di più etnie segnalate dal II secolo e divise in due grandi gruppi a partire dal III secolo: i Visigoti (insediati tra Baltico e Mar Nero) e gli Ostrogoti (nell'odierna Ucraina). Grande importanza nella loro conversione al cristianesimo di stampo ariano ebbe il vescovo Ulfila, che tradusse la Bibbia dal greco in gotico, prima ancora che venisse tradotta in latino.
Sia per la pressione di altre popolazioni, sia per dissidi interni (come la persecuzione dei cristiani di Atalaulfo), i Goti iniziarono a spostarsi verso ovest. Alarico I guidò i Visigoti in Italia fino al Meridione, mentre il suo successore Ataulfo cambiò rotta dirigendosi verso la Gallia meridionale e infine la Spagna. Gli Ostrogoti invece erano rimasti nell'Europa centro orientale, in particolare nella pianura della Pannonia, dove vivevano subordinati agli Unni. Divenuti foederati dell'Impero romano d'Oriente, si insediarono in Macedonia, ma l'Imperatore, che non li voleva così vicini ai propri confini, li indirizzò in Italia, dando al loro re Teodorico, che a lungo aveva risieduto e si era istruito a Costantinopoli, il titolo di patrizio, col quale lo insigniva della difesa di Roma e del governo di Italia e Dalmazia per suo conto.
Arrivato in Italia Teodorico sconfisse gli Eruli e uccise Odoacre nel 493. Pose la capitale a Ravenna e inaugurò una politica di convivenza tra Goti e Romani per molti versi originale. Teodorico era formalmente l'unico dei Goti ad avere la cittadinanza romana grazie al titolo ricevuto: la sua popolazione, solo federata, era autorizzata a occuparsi delle cose militari, mentre i Romani si occupavano di quelle civili, distinguendo quindi i compiti e gli assetti civili e giuridici delle due popolazioni. Attento a non creare attriti (il suo popolo era ariano, mentre i Romani seguivano il cristianesimo niceno) inaugurò una stagione di architettura monumentale nella sua capitale facendo realizzare edifici separati per i due culti. Si circondò di brillanti intellettuali (Cassiodoro, Boezio, Simmaco) e rivide la legislazione.
In politica estera cercò di allearsi agli altri regni barbarici con una serie di politiche matrimoniali, specialmente con i Visigoti, i Franchi e i Burgundi, facendo sì che iniziasse a configurarsi una sorta di federazione germanica d'Occidente: la Gotia, che avrebbe dovuto diventare la controparte della Romanitas.
La sua politica iniziò a mostrare segni di fallimento dal 520 circa, quando gli intrighi dell'Impero e l'intransigenza degli stessi capi Goti contro la popolazione latina iniziarono a farsi sentire. La risposta di Teodorico, ormai alla soglia della vecchiaia, fu quella di diventare più sospettoso e di intraprendere persecuzioni contro i suoi nemici, spesso immaginari, come accadde con l'imprigionamento di Boezio, che proprio in quell'occasione scrisse il De consolatione philosophiae.
Morto Teodorico (526), si scatenarono le lotte per la successione, che vennero annullate dalla forza dell'invasione bizantina delle guerre gotiche (535-553).

#### I Longobardi

Croce nastriforme, VII secolo, 10 cm, Verona, Museo di Castelvecchio

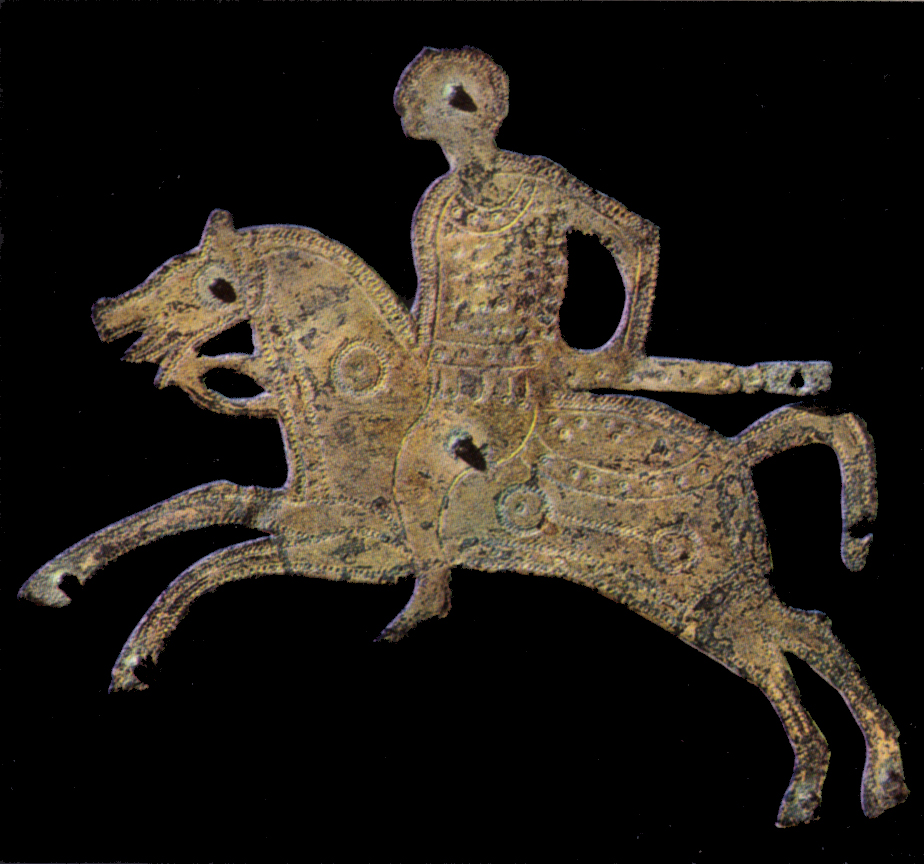
Lastrina dello Scudo di Stabio, arte longobarda del VII secolo, bronzo dorato, Berna, Historisches museum

I longobardi (in origine winnili) erano una popolazione dalle origini incerte, segnalati da Velleio Patercolo nel I secolo alle foci dell'Elba e un secolo dopo da Tacito negli stessi luoghi. La loro tradizione più tarda li indica come provenienti dalla Scandinavia, ma i ritrovamenti archeologici sembrano non confermare questa ipotesi. Attraversata l'Europa orientale, giunsero in Boemia verso il V secolo, per poi stanziarsi in Pannonia, dove si scontrarono prima con gli Eruli, poi con i Gepidi, sconfitti grazie all'aiuto degli Avari, un popolo nomade di etnia turco-mongolica. Con questi ultimi si scontrarono poi a causa della pressione delle tribù slave, che li costrinsero a entrare in Italia, appena devastata dalla sanguinosa guerra gotica e quindi meno pronta che mai a una difesa a oltranza.
Il loro duro dominio annullò gli effetti della guerra voluta da Giustiniano I, e si stabilì dal Nord Italia alla Toscana, comprese alcune zone del centro (come il ducato di Spoleto) e del sud (ducato di Benevento). Animati da spirito di conquista e distruzione essi non si comportarono da foederati, ma si dettero anche a massacri prima di ingentilirsi gradualmente verso la fine del VI secolo, quando iniziarono anche a convertirsi dall'arianesimo al credo niceno della Chiesa di Roma.
La loro capitale era Pavia, dove risiedeva il re, mentre il territorio era amministrato da 35 o 36 duchi. In ciascun ducato un gastaldo si occupava degli interessi del re, mentre l'aristocrazia era composta da una serie di guerrieri possessori detti "arimanni".
Clefi, succeduto al primo re in Italia Alboino, ordinò un durissimo trattamento dei latini. Dopo un decennio di vacanza e lotte tra i duchi, venne nominato re Autari (584-590), quindi Agilulfo (590-615), che ne sposò la vedova Teodolinda, la quale ebbe un ruolo centrale nel processo di conversione anche per la sua amicizia con papa Gregorio Magno. Non tutti i duchi accettarono il nuovo credo e la sua applicazione fu lunga. Con l'editto di Rotari venne messo per iscritto (in latino) il corpus di leggi longobarde, spesso mutuate da leggi germaniche modificate: per esempio, la fehde (la faida), ovvero la vendetta, fu sostituita da una compensazione in denaro (il guidrigildo). La definitiva conversione avvenne attorno alla metà del VII secolo, quando ormai la società longobarda era profondamente mutata rispetto alle origini.

### Nordafrica

#### I Vandali

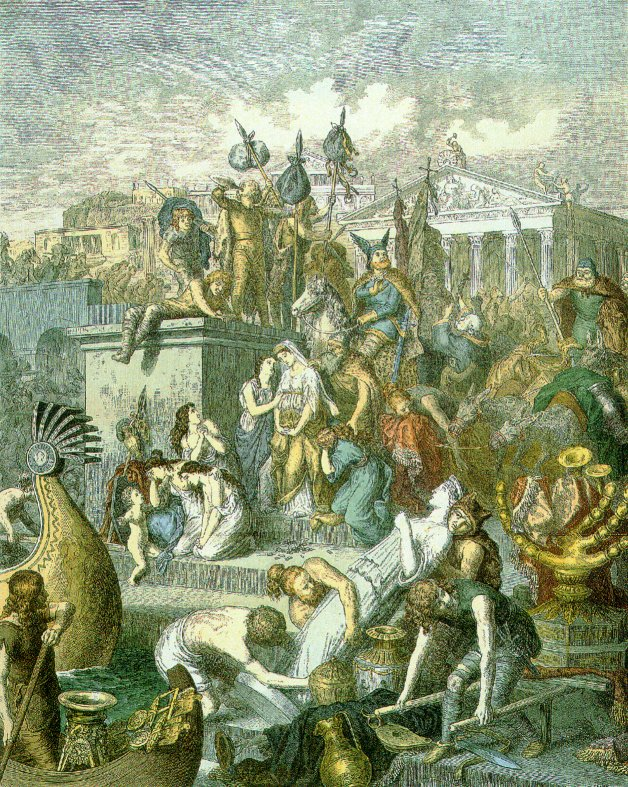
Il sacco di Roma dei Vandali, stampa acquarellata di Heinrich Leutemann (1824–1904), 1860–80 circa

I Vandali erano un'etnia germanica di area orientale, originaria della zona tra Slovacchia e Transilvania. Tra il 406 e il 409, suddivisi in Silingi e Asdingi, avevano oltrepassato un Reno sguarnito da truppe, richiamate da Stilicone per fronteggiare l'emergenza dei Goti di Alarico e di Radagaiso. Attraverso la Gallia, i Vandali giunsero nella Spagna insediandosi con gli Alani e i Suebi (o Svevi) in Galizia, Lusitania e Betica, che da essi prese in nome di Vandalucia (Andalusia); il cronista ispanico Idazio così descrive la spartizione della Spagna del 411:
(Idazio, Cronaca, s.a. 411.)
I Vandali Asdingi si stanziarono dunque insieme agli Svevi in Galizia, i Vandali Silingi ottennero la Betica, mentre gli Alani si stabilirono in Lusitania e Cartaginense. Tra il 416 e il 418, tuttavia, i Visigoti, foederati di Roma, condotti da re Wallia, avevano inflitto pesanti perdite ai barbari in Spagna, annientando i Silingi in Betica e infliggendo perdite così pesanti agli Alani nella Lusitania e nella Cartaginense che essi furono costretti a chiedere protezione ai Vandali Asdingi in Galizia. Il re dei Vandali Asdingi, rinforzato dagli Alani che avevano chiesto di unirsi con i Vandali in un unico popolo, divenne dunque da allora in poi "re dei Vandali e degli Alani". Nel 420 i Vandali e gli Alani abbandonarono la Galizia migrando in Betica, dove nel 422 inflissero una pesante sconfitta all'esercito romano inviato per annientarli.
L'arrivo dei Visigoti aveva quindi costretto i Vandali e gli Alani a migrare più a sud, raggiungendo l'Africa del nord tra il 429 e il 430. Tra il 430 e il 442 conquistarono in successione la Mauretania, la Numidia, Cartagine e l'Africa Proconsolare. Agostino d'Ippona morì settantaseienne mentre essi cingevano d'assedio Ippona, la città di cui era vescovo (presso l'odierna Annaba in Algeria). Dall'Africa, grazie alla discreta capacità nell'organizzazione delle flotte, giunsero in Sardegna, Corsica, Sicilia e nelle Baleari.
Genserico guidò via mare il suo popolo dal Nord-Africa verso Roma nel 455. Sebbene essi fossero cristiani (anche se convertiti all'arianesimo), saccheggiarono Roma in forma molto più spietata di quanto avesse fatto Alarico quarantacinque anni prima. Tale saccheggio fu formalmente giustificato da Genserico con il desiderio di riprendere la città dall'usurpatore Petronio Massimo, assassino di Valentiniano III.
Il regno dei Vandali sopravvisse fino al 534, quando venne riconquistato dai Bizantini in seguito alla guerra vandalica.